# Symphypyga triumphalis
Symphypyga triumphalis är en insektsart som beskrevs av Alexander Fyodorovich Emeljanov 1972. Symphypyga triumphalis ingår i släktet Symphypyga och familjen dvärgstritar. Inga underarter finns listade i Catalogue of Life.